# Lioadalia flavomaculata
Lioadalia flavomaculata is een keversoort uit de familie lieveheersbeestjes (Coccinellidae). De wetenschappelijke naam van de soort is voor het eerst geldig gepubliceerd in 1778 door De Geer.